# 17a etapa del Tour de França de 2014
La 17a etapa del Tour de França de 2014 es disputà el dimecres 23 de juliol de 2014 sobre un recorregut de 124,5 km entre la localitat francesa de Sent Gaudenç i l'estació d'esquí de Saint-Lary Pla d'Adet.
El vencedor de l'etapa fou el polonès Rafał Majka (Team Tinkoff-Saxo), que d'aquesta manera aconseguia la seva segona victòria en aquesta edició. Majka es presentà en solitari al cim del Pla d'Adet després d'haver format part d'una nombrosa escapada en què també hi havia Joaquim Rodríguez (Team Katusha). Ambdós lluitaven per la classificació de la muntanya i finalment fou el polonès el que sortí amb el mallot reforçat. En la classificació general destacà el bon paper de Jean-Christophe Péraud (AG2R La Mondiale, únic ciclista que aconseguí seguir el fort ritme de Vincenzo Nibali (Astana Qazaqstan Team) i que l'aproximà a posicions de podi.

## Recorregut
Etapa més curta de la present edició, però alhora la reina, amb un encadenat de quatre ports de muntanya de primeríssima categoria en tan sols 75 quilòmetres. L'etapa surt de Sent Gaudenç, per un terreny lleugerament ascendent, per dirigir-se a Bossòst, a la Val d'Aran, on comença l'encadenat als colls d'eth Portilhon, Pèira Sorda i Val-Louron Azet, tots de primera categoria, i l'arribada final al Pla d'Adet, de categoria especial. L'esprint del dia es troba a Sent Biat, al quilòmetre 31.

## Desenvolupament de l'etapa
Només donar-se la sortida es formà una escapada formada per Sergio Paulinho (Team Tinkoff-Saxo), Blel Kadri (AG2R La Mondiale), Tom-Jelte Slagter (Garmin-Sharp), Yukiya Arashiro, Cyril Gautier (Team Europcar), Jens Voigt (Trek Factory Racing), Nicolas Edet (Cofidis) i Martin Elmiger (IAM Cycling), però el Team Katusha imposà un fort ritme al grup principal, cosa que va fer que la primera hora es corregués a més de 50 km/h. En l'ascensió al coll d'eth Portilhon Joaquim Rodríguez (Team Katusha) passà a l'atac i coronà en primera posició. En el descens es formà una escapada per 22 corredors, entre els quals hi havia Kirienka (Sky), Herrada, Izaguirre, Visconti (Movistar), Rodríguez (Katusha), Majka, Roche (Tinkoff), Fuglsang (Astana), De Marchi (Cannondale), Mollema (Belkin), Van den Broeck (Lotto), Rolland (Europcar) i F.Schleck (Trek). En l'ascensió al Coll de Pèira Sorda, Kirienka s'escapà en solitari i durant 34 quilòmetres es mantingué al capdavant de la cursa, fins que poc abans de coronar Val-Louron Azet fou novament neutralitzat pel grup d'escapats. Just abans de començar la darrera ascensió del dia el grup capdavanter quedà reduït a 4 corredors després d'una acceleració de Rolland. Visconti fou el més fort en els primers quilòmetres d'ascensió al Pla d'Adet, però venint des del darrere aparegué Rafał Majka, que l'agafà a 4,2 quilòmetres de meta i el deixà enrere a 2,5 km de meta per aconseguir la seva segona victòria d'etapa i consolidar el liderat en la classificació de la muntanya.
Mentrestant, pel darrere, el grup del líder es va anar reduint a poc a poc. En el descens del coll de Val-Louron Azet Romain Bardet atacà i obrí mig minut sobre Nibali, però poc abans de començar l'ascensió final fou reintegrat al grup del líder. A 5 quilòmetres de meta Nibali atacà i sols fou seguit per Jean-Christophe Péraud. Valverde, despenjat temporalment, finalment es recuperà i arribà uns pocs segons per davant de Pinot, Bardet i Van Garderen.

## Resultats

### Classificació de l'etapa
|    | Ciclista                     | Equip                   | Temps      |
| -- | ---------------------------- | ----------------------- | ---------- |
| 1  | Rafał Majka (POL)            | Team Tinkoff-Saxo       | 3h 35' 23" |
| 2  | Giovanni Visconti (ITA)      | Movistar Team           | + 29"      |
| 3  | Vincenzo Nibali (ITA)        | Astana Qazaqstan Team   | + 46"      |
| 4  | Jean-Christophe Péraud (FRA) | AG2R La Mondiale        | + 46"      |
| 5  | Alessandro De Marchi (ITA)   | Cannondale              | + 49"      |
| 6  | Pierre Rolland (FRA)         | Team Europcar           | + 52"      |
| 7  | Fränk Schleck (LUX)          | Trek Factory Racing     | + 1' 12"   |
| 8  | Bauke Mollema (NED)          | Belkin Pro Cycling Team | + 1' 12"   |
| 9  | Nicolas Roche (IRL)          | Team Tinkoff-Saxo       | + 1' 25"   |
| 10 | Alejandro Valverde (ESP)     | Movistar Team           | + 1' 35"   |

### Punts atribuïts
| 1r  | Blel Kadri (FRA)        | AG2R La Mondiale      | 20 pts |
| 2n  | Martin Elmiger (SUI)    | IAM Cycling           | 17 pts |
| 3r  | Sérgio Paulinho (POR)   | Team Tinkoff-Saxo     | 15 pts |
| 4t  | Tom-Jelte Slagter (NED) | Garmin-Sharp          | 13 pts |
| 5è  | Jens Voigt (GER)        | Trek Factory Racing   | 11 pts |
| 6è  | Cyril Gautier (FRA)     | Team Europcar         | 10 pts |
| 7è  | Yukiya Arashiro (JPN)   | Team Europcar         | 9 pts  |
| 8è  | Nicolas Edet (FRA)      | Cofidis               | 8 pts  |
| 9è  | Bryan Coquard (FRA)     | Team Europcar         | 7 pts  |
| 10è | Peter Sagan (SVK)       | Cannondale            | 6 pts  |
| 11è | Yohann Gène (FRA)       | Team Europcar         | 5 pts  |
| 12è | Gatis Smukulis (LAT)    | Team Katusha          | 4 pts  |
| 13è | Vladímir Isaitxev (RUS) | Team Katusha          | 3 pts  |
| 14è | Luca Paolini (ITA)      | Team Katusha          | 2 pts  |
| 15è | Lieuwe Westra (NED)     | Astana Qazaqstan Team | 1 pt   |

| 1r  | Rafał Majka (POL)            | Team Tinkoff-Saxo       | 20 pts |
| 2n  | Giovanni Visconti (ITA)      | Movistar Team           | 17 pts |
| 3r  | Vincenzo Nibali (ITA)        | Astana Qazaqstan Team   | 15 pts |
| 4t  | Jean-Christophe Péraud (FRA) | AG2R La Mondiale        | 13 pts |
| 5è  | Alessandro De Marchi (ITA)   | Cannondale              | 11 pts |
| 6è  | Pierre Rolland (FRA)         | Team Europcar           | 10 pts |
| 7è  | Fränk Schleck (LUX)          | Trek Factory Racing     | 9 pts  |
| 8è  | Bauke Mollema (NED)          | Belkin Pro Cycling Team | 8 pts  |
| 9è  | Nicolas Roche (IRL)          | Team Tinkoff-Saxo       | 7 pts  |
| 10è | Alejandro Valverde (ESP)     | Movistar Team           | 6 pts  |
| 11è | Thibaut Pinot (FRA)          | FDJ                     | 5 pts  |
| 12è | Romain Bardet (FRA)          | AG2R La Mondiale        | 4 pts  |
| 13è | Tejay van Garderen (USA)     | BMC Racing Team         | 3 pts  |
| 14è | Laurens ten Dam (NED)        | Belkin Pro Cycling Team | 2 pts  |
| 15è | Ion Izagirre (ESP)           | Movistar Team           | 1 pt   |

### Colls i cotes
| 1r | Joaquim Rodríguez (CAT)    | Team Katusha            | 10 pts |
| 2n | Nicolas Roche (IRL)        | Team Tinkoff-Saxo       | 8 pts  |
| 3r | Kristijan Đurasek (CRO)    | Lampre-Merida           | 6 pts  |
| 4t | Alessandro De Marchi (ITA) | Cannondale              | 4 pts  |
| 5è | Bauke Mollema (NED)        | Belkin Pro Cycling Team | 2 pts  |
| 6è | Rein Taaramäe (EST)        | Cofidis                 | 1 pt   |

| 1r | Vassil Kirienka (BLR)   | Team Sky          | 10 pts |
| 2n | Nicolas Roche (IRL)     | Team Tinkoff-Saxo | 8 pts  |
| 3r | Jesús Herrada (ESP)     | Movistar Team     | 6 pts  |
| 4t | Joaquim Rodríguez (CAT) | Team Katusha      | 4 pts  |
| 5è | Rafał Majka (POL)       | Team Tinkoff-Saxo | 2 pts  |
| 6è | Ion Izagirre (ESP)      | Movistar Team     | 1 pt   |

| 1r | Joaquim Rodríguez (CAT) | Team Katusha            | 10 pts |
| 2n | Rafał Majka (POL)       | Team Tinkoff-Saxo       | 8 pts  |
| 3r | Ion Izagirre (ESP)      | Movistar Team           | 6 pts  |
| 4t | Bauke Mollema (NED)     | Belkin Pro Cycling Team | 4 pts  |
| 5è | Peter Velits (SVK)      | BMC Racing Team         | 2 pts  |
| 6è | Amaël Moinard (FRA)     | BMC Racing Team         | 1 pt   |

| 1r  | Rafał Majka (POL)            | Team Tinkoff-Saxo       | 50 pts |
| 2n  | Giovanni Visconti (ITA)      | Movistar Team           | 40 pts |
| 3r  | Vincenzo Nibali (ITA)        | Astana Qazaqstan Team   | 32 pts |
| 4t  | Jean-Christophe Péraud (FRA) | AG2R La Mondiale        | 28 pts |
| 5è  | Alessandro De Marchi (ITA)   | Cannondale              | 24 pts |
| 6è  | Pierre Rolland (FRA)         | Team Europcar           | 20 pts |
| 7è  | Fränk Schleck (LUX)          | Trek Factory Racing     | 16 pts |
| 8è  | Bauke Mollema (NED)          | Belkin Pro Cycling Team | 12 pts |
| 9è  | Nicolas Roche (IRL)          | Team Tinkoff-Saxo       | 8 pts  |
| 10è | Alejandro Valverde (ESP)     | Movistar Team           | 4 pts  |

## Classificacions a la fi de l'etapa

### Classificació general
|    | Ciclista                     | Equip                   | Temps       |
| -- | ---------------------------- | ----------------------- | ----------- |
| 1  | Vincenzo Nibali (ITA)        | Astana Qazaqstan Team   | 76h 41' 28" |
| 2  | Alejandro Valverde (ESP)     | Movistar Team           | + 5' 26"    |
| 3  | Thibaut Pinot (FRA)          | FDJ                     | + 6' 00"    |
| 4  | Jean-Christophe Péraud (FRA) | AG2R La Mondiale        | + 6' 08"    |
| 5  | Romain Bardet (FRA)          | AG2R La Mondiale        | + 7' 34"    |
| 6  | Tejay van Garderen (USA)     | BMC Racing Team         | + 10' 19"   |
| 7  | Bauke Mollema (NED)          | Belkin Pro Cycling Team | + 11' 59"   |
| 8  | Laurens ten Dam (NED)        | Belkin Pro Cycling Team | + 12' 16"   |
| 9  | Leopold König (CZE)          | NetApp-Endura           | + 12' 40"   |
| 10 | Pierre Rolland (FRA)         | Team Europcar           | + 13' 15"   |

### Classificació per punts
|    | Ciclista                 | Equip         | Punts   |
| -- | ------------------------ | ------------- | ------- |
| 1r | Peter Sagan (SVK)        | Cannondale    | 408 pts |
| 2n | Bryan Coquard (FRA)      | Team Europcar | 233 pts |
| 3r | Alexander Kristoff (NOR) | Team Katusha  | 217 pts |

### Classificació de la muntanya
|    | Ciclista                | Equip                 | Punts   |
| -- | ----------------------- | --------------------- | ------- |
| 1r | Rafał Majka (POL)       | Team Tinkoff-Saxo     | 149 pts |
| 2n | Vincenzo Nibali (ITA)   | Astana Qazaqstan Team | 118 pts |
| 3r | Joaquim Rodríguez (CAT) | Team Katusha          | 112 pts |

### Classificació del millor jove
|    | Ciclista                 | Equip                   | Temps       |
| -- | ------------------------ | ----------------------- | ----------- |
| 1r | Thibaut Pinot (FRA)      | FDJ                     | 76h 47' 28" |
| 2n | Romain Bardet (FRA)      | AG2R La Mondiale        | + 1' 34"    |
| 3r | Michał Kwiatkowski (POL) | Omega Pharma-Quick Step | + 30' 41"   |

### Classificació per equips
|    | Equip                   | Temps        |
| -- | ----------------------- | ------------ |
| 1r | AG2R La Mondiale        | 230h 20' 30" |
| 2n | Belkin Pro Cycling Team | + 28' 43"    |
| 3r | Movistar Team           | + 52' 30"    |

## Abandonaments
- Simon Gerrans (AUS) (Orica-GreenEDGE. No surt.
- Reto Hollenstein (SUI) (IAM Cycling. No surt.
- Simon Špilak (SLO) (Team Katusha. Abandona.